# Rekordy klimatyczne w Polsce
Rekordy klimatyczne – skrajne wartości (najwyższe lub najniższe) elementów meteorologicznych lub zjawisk pogodowych, które zostały wyznaczone na podstawie wieloletnich pomiarów meteorologicznych. Pod uwagę bierze się tylko wartości zmierzone lub zaobserwowane w określonym miejscu i czasie, czyli tam gdzie znajdują się punkty pomiarowe. W Polsce autorytatywne pomiary meteorologiczne prowadzi Instytut Meteorologii i Gospodarki Wodnej.

## Temperatura powietrza
Poniższe dane obejmują obecny obszar Polski, bez względu na przynależność administracyjną danej miejscowości w momencie zanotowania temperatury.
| Wartość | Miejsce         | Województwo        | Data                |
| ------- | --------------- | ------------------ | ------------------- |
| 40,5 °C | Ścinawa         | dolnośląskie       | 20-22 sierpnia 1943 |
| 40,2 °C | Prószków        | opolskie           | 29 lipca 1921       |
| 40,2°C  | Bochnia         | małopolskie        | 29 lipca 1921       |
| 40,0 °C | Zbiersk         | wielkopolskie      | 29 lipca 1921       |
| 39,6 °C | Małopolska      | kujawsko-pomorskie | 11 lipca 1959       |
| 39,6 °C | Pętkowo         | wielkopolskie      | 29 lipca 1921       |
| 39,5 °C | Słubice         | lubuskie           | 30 lipca 1994       |
| 39,4 °C | Rzeszów         | podkarpackie       | 4 sierpnia 1905     |
| 39,0 °C | Ceber           | dolnośląskie       | 8 sierpnia 2015     |
| 38,9 °C | Grodków         | opolskie           | 31 lipca 1994       |
| 38,9 °C | Legnica         | dolnośląskie       | 19 sierpnia 1892    |
| 38,9 °C | Łowicz          | łódzkie            | 12 sierpnia 1921    |
| 38,9 °C | Silniczka       | łódzkie            | 8 sierpnia 2013     |
| 38,9 °C | Zielona Góra    | lubuskie           | 19 sierpnia 1892    |
| 38,8 °C | Ciechocinek     | kujawsko-pomorskie | 12 lipca 1959       |
| 38,7 °C | Korfantów       | opolskie           | 31 lipca 1994       |
| 38,7 °C | Poznań          | wielkopolskie      | 29 lipca 1921       |
| 38,7 °C | Skierniewice    | łódzkie            | 12 sierpnia 1921    |
| 38,7 °C | Trzcińsko-Zdrój | zachodniopomorskie | 31 lipca 1994       |
| 38,7 °C | Złoty Potok     | śląskie            | 12 sierpnia 1921    |
| 38,5 °C | Mydlniki        | małopolskie        | 12 sierpnia 1921    |
| 38,4 °C | Koło            | wielkopolskie      | 21 lipca 1998       |
| 38,4 °C | Kraków          | małopolskie        | 30 czerwca 1833     |
| 38,3 °C | Bydgoszcz       | kujawsko-pomorskie | 11 lipca 1959       |
| 38,3 °C | Końskie         | świętokrzyskie     | 12 sierpnia 1921    |
| 38,3 °C | Krzyż           | wielkopolskie      | 8 sierpnia 2015     |
| 38,3 °C | Radzyń          | lubuskie           | 26 czerwca 2019     |
| 38,3 °C | Słubice         | lubuskie           | 19 czerwca 2022     |
| 38,3 °C | Wielichowo      | wielkopolskie      | 8 sierpnia 2015     |
| 38,3 °C | Wieliczka       | małopolskie        | 12 sierpnia 1921    |
| 38,3 °C | Zbąszyń         | wielkopolskie      | 11 lipca 1959       |
| 38,2 °C | Chrzanów        | małopolskie        | 12 sierpnia 1921    |
| 38,2 °C | Dobrocin        | dolnośląskie       | 31 lipca 1994       |
| 38,2 °C | Gorzyń          | wielkopolskie      | 21 lipca 1998       |
| 38,2 °C | Tarnów          | małopolskie        | 12 sierpnia 1921    |
| 38,2 °C | Toruń           | kujawsko-pomorskie | 11 lipca 1959       |
| 38,2 °C | Wałcz           | zachodniopomorskie | 10 lipca 1959       |
| 38,1 °C | Dęba – Rozalin  | podkarpackie       | 5 lipca 1957        |
| 38,0 °C | Babimost        | lubuskie           | 7 sierpnia 2015     |
| 38,0 °C | Cieszyn         | śląskie            | 8 sierpnia 2013     |
| 38,0 °C | Kalisz          | wielkopolskie      | 10 sierpnia 1992    |
| 38,0 °C | Kołobrzeg       | zachodniopomorskie | 10 sierpnia 1992    |
| 38,0 °C | Kórnik          | wielkopolskie      | 26 czerwca 2019     |
| 38,0 °C | Opole           | opolskie           | 29 lipca 1921       |
| 38,0 °C | Sobieszyn       | lubelskie          | 12 sierpnia 1921    |
| 38,0 °C | Sulejów         | łódzkie            | 8 sierpnia 2013     |

| Wartość  | Miejsce              | Województwo    | Data               |
| -------- | -------------------- | -------------- | ------------------ |
| –41,1 °C | Litworowy Kocioł     | małopolskie    | 17 lutego 2025     |
| –40,6 °C | Żywiec               | śląskie        | 10 lutego 1929     |
| –40,4 °C | Olkusz               | małopolskie    | 10 lutego 1929     |
| –40,4 °C | Poronin              | małopolskie    | 10 lutego 1929     |
| –40,1 °C | Sianki               | podkarpackie   | 10 lutego 1929     |
| –40,0 °C | Dobrzechów           | podkarpackie   | 30 grudnia 1875    |
| –39,7 °C | Ustroń (Hermanice)   | śląskie        | 10 lutego 1929     |
| –39,4 °C | Libusza              | małopolskie    | 10 lutego 1929     |
| –39,3 °C | Sanok                | podkarpackie   | 28 lutego 1963     |
| –39,2 °C | Maniowy              | małopolskie    | 2 stycznia 1888    |
| –38,9 °C | Puścizna Rękowiańska | małopolskie    | 8 stycznia 2017    |
| –38,7 °C | Białowieża           | podlaskie      | 11 stycznia 1950   |
| –38,6 °C | Lubaczów             | podkarpackie   | 28 lutego 1963     |
| –38,6 °C | Stara Wieś           | podkarpackie   | 30 grudnia 1875    |
| –38,5 °C | Szczawnica           | małopolskie    | 2 stycznia 1888    |
| –38,4 °C | Białystok            | podlaskie      | 12 stycznia 1950   |
| –38,4 °C | Brzegi Dolne         | podkarpackie   | 28 lutego 1963     |
| –38,1 °C | Mydlniki             | małopolskie    | 10 lutego 1929     |
| –37,9 °C | Dęblin               | lubelskie      | 10 lutego 1929     |
| –37,7 °C | Jabłonka             | małopolskie    | 7 stycznia 1985    |
| –37,5 °C | Przemyśl             | podkarpackie   | 11 stycznia 1950   |
| –37,5 °C | Zakopane             | małopolskie    | 10 lutego 1929     |
| –37,4 °C | Biała Podlaska       | lubelskie      | 8 stycznia 1987    |
| –37,2 °C | Olesno               | opolskie       | 11 lutego 1929     |
| –37,1 °C | Hala Izerska         | dolnośląskie   | 24 stycznia 2004   |
| –37,1 °C | Stuposiany           | podkarpackie   | 28 grudnia 1996    |
| –37,0 °C | Duszniki-Zdrój       | dolnośląskie   | 11 lutego 1929     |
| –37,0 °C | Tomaszów Lubelski    | lubelskie      | 10 lutego 1929     |
| –37,0 °C | Zemborzyce           | lubelskie      | 10 lutego 1929     |
| –36,9 °C | Cieszyn              | śląskie        | 11 lutego 1929     |
| –36,9 °C | Jelenia Góra         | dolnośląskie   | 10 lutego 1956     |
| –36,9 °C | Krosno               | podkarpackie   | 28 lutego 1963     |
| –36,8 °C | Ustrzyki Górne       | podkarpackie   | 25 grudnia 1961    |
| –36,6 °C | Złoty Potok          | śląskie        | 10 lutego 1929     |
| –36,4 °C | Ostojów              | świętokrzyskie | 31 stycznia 1956   |
| –36,2 °C | Puławy               | lubelskie      | 10 lutego 1929     |
| –36,1 °C | Częstochowa          | śląskie        | 10 lutego 1929     |
| –35,9 °C | Istebna – Zaolzie    | śląskie        | 27 stycznia 1954   |
| –35,5 °C | Piotrków Trybunalski | łódzkie        | 10 lutego 1929     |
| –35,8 °C | Nowy Targ            | małopolskie    | 24 stycznia 1922   |
| –35,8 °C | Racibórz             | śląskie        | 11 lutego 1929     |
| –35,8 °C | Skierniewice         | łódzkie        | 10 lutego 1929     |
| –35,7 °C | Czorsztyn            | małopolskie    | 28 lutego 1963     |
| –35,6 °C | Komańcza             | podkarpackie   | 25 grudnia 1961    |
| –35,6 °C | Rzeszów              | podkarpackie   | 28 lutego 1963     |
| –35,5 °C | Kraków – Rakowice    | małopolskie    | 10 lutego 1929     |
| –35,5 °C | Lublin               | lubelskie      | 10 lutego 1929     |
| –35,0 °C | Łopuszna             | małopolskie    | 3 lutego 2012      |
| –35,0 °C | Radom                | mazowieckie    | 10 lutego 1929     |
| –35,0 °C | Tarnów               | małopolskie    | 10, 11 lutego 1929 |

Istnieją jednak wątpliwości co do najniższej zarejestrowanej temperatury powietrza. Dotyczą one różnic średnich temperatur panujących w tym regionie w trakcie zimy w 1940 roku.
Stacja meteorologiczna w Zakopanem dawniej znajdowała się w innej lokalizacji (na 833 m n.p.m.), która sprzyjała notowaniu niższych temperatur minimalnych. Stąd też było możliwe zanotowanie –37,5 °C w lutym 1929 roku. W latach 50 i 60. XX wieku stacja działała już na trochę wyżej położonym miejscu (844 m n.p.m.) i jej rekord zimna wyniósł –34,1 °C 1 lutego 1956 roku. Natomiast od 1967 roku stacja meteorologiczna w Zakopanem znajduje się w aktualnej lokalizacji na górnej Równi Krupowej (na 855 m n.p.m.) i w tej lokalizacji jeszcze nie udało się zanotować spadków temperatury poniżej –30 °C (rekord to –27,1 °C z 13 stycznia 1987 roku).
Stacja meteorologiczna na Hali Izerskiej w punkcie Jagnięcy Potok (825 m n.p.m.) działa dopiero od połowy lat 90. XX wieku. Wyniki tam notowane wskazują, iż Hala Izerska jest mocnym mrozowiskiem, gdzie temperatury minimalne przeważnie bywają wyraźnie niższe niż w pobliskiej Kotlinie Jeleniogórskiej. Stąd też można przypuszczać, że zarówno w 1929 roku, jak i w 1956 roku temperatura minimalna spadała tam poniżej –40 °C.
Najzimniejszym miejscem w Polsce prawdopodobnie jest Litworowy Kocioł w masywie Czerwonych Wierchów (Tatry Zachodnie), co odkryto w latach 2015–2017. Wstępne pomiary potwierdziły, że to dużo zimniejsze mrozowisko niż Hala Izerska i Puścizna Rękowiańska. 17 lutego 2025 roku zanotowano tam temperaturę -41,1 °C, co jest najniższą temperaturą w XXI w. jak i w całej historii klimatu Polski. Potencjalnym konkurentem może być sąsiedni Mułowy Kocioł (tylko w warunkach zimowych).
| Parametr                      | Wartość  | Miejsce      | Województwo | Data         |
| ----------------------------- | -------- | ------------ | ----------- | ------------ |
| Najwyższa średnia temperatura | +24,2 °C | Zielona Góra | lubuskie    | Lipiec 2006  |
| Najniższa średnia temperatura | –15,5 °C | Suwałki      | podlaskie   | Styczeń 1987 |

| Parametr                      | Wartość  | Miejsce         | Województwo  | Data |
| ----------------------------- | -------- | --------------- | ------------ | ---- |
| Najwyższa średnia temperatura | +11,4 °C | Wrocław         | dolnośląskie | 2019 |
| Najniższa średnia temperatura | –2,2 °C  | Kasprowy Wierch | małopolskie  | 1956 |

| Parametr                      | Wartość | Miejsce         | Województwo  | Data      |
| ----------------------------- | ------- | --------------- | ------------ | --------- |
| Najwyższa średnia temperatura | +9,7 °C | Wrocław         | dolnośląskie | 1991–2020 |
| Najniższa średnia temperatura | –0,9 °C | Kasprowy Wierch | małopolskie  | 1951–1980 |

| Wartość                | Miejsce | Województwo | Data                            |
| ---------------------- | ------- | ----------- | ------------------------------- |
| od –40,6 °C do 38,0 °C | Żywiec  | śląskie     | 10 lutego 1929 12 sierpnia 1921 |
| od –35,5 °C do 37 °C   | Suwałki | podlaskie   | 12 stycznia 1950 11 lipca 1946  |
| od –32,7 °C do 38,4 °C | Kraków  | małopolskie | 10 lutego 1929 30 czerwca 1833  |

## Opady
| Wartość | Miejsce         | Województwo | Data       |
| ------- | --------------- | ----------- | ---------- |
| 1913 mm | Kasprowy Wierch | małopolskie | wielolecie |
| 1825 mm | Kasprowy Wierch | małopolskie | 1961–1990  |

| Wartość | Miejsce | Województwo | Data      |
| ------- | ------- | ----------- | --------- |
| 333 mm  | Słubice | lubuskie    | 1931–1960 |
| 333 mm  | Suwałki | podlaskie   | 1931–1960 |

| Wartość | Miejsce                       | Województwo  | Data |
| ------- | ----------------------------- | ------------ | ---- |
| 2770 mm | Dolina Pięciu Stawów Polskich | małopolskie  | 2001 |
| 2663 mm | Dolina Pięciu Stawów Polskich | małopolskie  | 1980 |
| 2628 mm | Hala Gąsienicowa              | małopolskie  | 2001 |
| 2599 mm | Kasprowy Wierch               | małopolskie  | 2001 |
| 2418 mm | Kasprowy Wierch               | małopolskie  | 1938 |
| 2396 mm | Kasprowy Wierch               | małopolskie  | 1945 |
| 2338 mm | Hala Gąsienicowa              | małopolskie  | 1934 |
| 2292 mm | Dolina Pięciu Stawów Polskich | małopolskie  | 1958 |
| 2192 mm | Morskie Oko                   | małopolskie  | 1934 |
| 2171 mm | Hala Gąsienicowa              | małopolskie  | 1980 |
| 2027 mm | Śnieżka                       | dolnośląskie | 1941 |

| Wartość | Miejsce    | Województwo        | Data |
| ------- | ---------- | ------------------ | ---- |
| 245 mm  | Inowrocław | kujawsko-pomorskie | 1989 |
| 259 mm  | Kalisz     | wielkopolskie      | 2015 |
| 275 mm  | Poznań     | wielkopolskie      | 1982 |
| 282 mm  | Gniezno    | wielkopolskie      | 1982 |

| Wartość | Miejsce                       | Województwo  | Data          |
| ------- | ----------------------------- | ------------ | ------------- |
| 950 mm  | Hala pod Śnieżnikiem          | dolnośląskie | lipiec 1997   |
| 806 mm  | Dolina Pięciu Stawów Polskich | małopolskie  | lipiec 1980   |
| 788 mm  | Dolina Pięciu Stawów Polskich | małopolskie  | lipiec 2001   |
| 743 mm  | Hala Gąsienicowa              | małopolskie  | lipiec 2001   |
| 702 mm  | Kamienica                     | dolnośląskie | lipiec 1997   |
| 684 mm  | Hala Gąsienicowa              | małopolskie  | lipiec 1934   |
| 651 mm  | Kasprowy Wierch               | małopolskie  | lipiec 2001   |
| 631 mm  | Klimczok                      | śląskie      | lipiec 1970   |
| 528 mm  | Morskie Oko                   | małopolskie  | lipiec 1934   |
| 521 mm  | Maków Podhalański             | małopolskie  | lipiec 2001   |
| 516 mm  | Kuźnice                       | małopolskie  | lipiec 1934   |
| 512 mm  | Bielsko-Biała                 | śląskie      | maj 2010      |
| 511 mm  | Dolina Chochołowska           | małopolskie  | czerwiec 1958 |
| 506 mm  | Hala Gąsienicowa              | małopolskie  | lipiec 1949   |

| Przedział czasu | Wartość  | Miejsce             | Województwo        | Data             |
| --------------- | -------- | ------------------- | ------------------ | ---------------- |
| 1 minuta        | 8,1 mm   | Legionowo           | mazowieckie        | 22 czerwca 1935  |
| 5 minut         | 25,3 mm  | Nowy Bieruń         | śląskie            | 12 czerwca 1914  |
| 10 minut        | 50,3 mm  | Trzciana            | małopolskie        | 30 lipca 1972    |
| 15 minut        | 79,8 mm  | Ozorków             | łódzkie            | 13 września 1966 |
| 30 minut        | 90,7 mm  | Walentynowo         | kujawsko-pomorskie | 23 lipca 1914    |
| 40 minut        | 123,5 mm | Gnojna              | opolskie           | 8 czerwca 1971   |
| 180 minut       | 220,0 mm | Dopiewiec, Palędzie | wielkopolskie      | 6 czerwca 1988   |

| Liczba dób | Wartość  | Miejsce              | Województwo  | Data                 |
| ---------- | -------- | -------------------- | ------------ | -------------------- |
| 1 doba     | 300 mm   | Hala Gąsienicowa     | małopolskie  | 30 czerwca 1973      |
| 2 doby     | 428 mm   | Hala pod Śnieżnikiem | dolnośląskie | 6–7 lipca 1997       |
| 3 doby     | 557 mm   | Hala pod Śnieżnikiem | dolnośląskie | 5–7 lipca 1997       |
| 4 doby     | 472,5 mm | Kamienica            | dolnośląskie | 12–15 września 2024  |
| 5 dób      | 482 mm   | Kamienica            | dolnośląskie | 1. dekada lipca 1997 |

| Wartość  | Miejsce              | Województwo  | Data                 |
| -------- | -------------------- | ------------ | -------------------- |
| 557,0 mm | Hala pod Śnieżnikiem | dolnośląskie | 5–7 lipca 1997       |
| 456,0 mm | Kamienica            | dolnośląskie | 1. dekada lipca 1997 |
| 431,2 mm | Międzygórze          | dolnośląskie | 1. dekada lipca 1997 |
| 422,4 mm | Hala Gąsienicowa     | małopolskie  | 16–18 lipca 1934     |
| 421,4 mm | Kamienica            | dolnośląskie | 13–15 września 2024  |
| 382,8 mm | Witów                | małopolskie  | 16–18 lipca 1934     |
| 353,8 mm | Zalesie              | małopolskie  | 15–17 lipca 1934     |
| 329,0 mm | Bielsko-Biała        | śląskie      | 16–18 maja 2010      |

## Inne dane klimatyczne
| Parametr                                          | Wartość          | Miejsce         | Województwo  | Data             |
| ------------------------------------------------- | ---------------- | --------------- | ------------ | ---------------- |
| Najwyższe ciśnienie atmosferyczne                 | 1064,8 ± 0,5 hPa | Suwałki         | podlaskie    | 23 stycznia 1907 |
| Najniższe ciśnienie atmosferyczne                 | 960,2 hPa        | Gdynia          | pomorskie    | 17 stycznia 1931 |
| Największa prędkość wiatru (w porywie)            | > 80 m/s         | Śnieżka         | dolnośląskie | 2004             |
| Największa prędkość wiatru (w trąbie powietrznej) | 140 m/s          | okolice Lublina | lubelskie    | 20 lipca 1931    |
| Najdłuższa cisza (bez wiatru)                     | 74 h             | Nowy Sącz       | małopolskie  | 1966–1990        |

| Parametr                                        | Wartość | Miejsce         | Województwo  | Data           |
| ----------------------------------------------- | ------- | --------------- | ------------ | -------------- |
| Największa średnia roczna liczba dni z burzą    | 37 dni  | Kasprowy Wierch | małopolskie  | wielolecie     |
| Największa liczba dni z burzą w roku            | 54 dni  | Kasprowy Wierch | małopolskie  | 1963           |
| Największa średnia roczna liczba dni z mgłą     | 300 dni | Śnieżka         | dolnośląskie | wielolecie     |
| Największa liczba dni z mgłą w roku             | 338 dni | Śnieżka         | dolnośląskie | 1974           |
| Najdłużej utrzymująca się mgła                  | 144 h   | Śnieżka         | dolnośląskie | 1974           |
| Najgrubsza pokrywa śnieżna                      | 388 cm  | Kasprowy Wierch | małopolskie  | 31 marca 1939  |
| Najgrubsza pokrywa śnieżna w miesiącach letnich | 200 cm  | Kasprowy Wierch | małopolskie  | 8 czerwca 1962 |